# Hrvatski malonogometni kup 1996./97.
Hrvatski malonogometni kup za sezonu 1996./97. je drugi put zaredom osvojila Uspinjača iz Zagreba.

## Rezultati

### Šesnaestina završnice
| klub1                       | rez            | klub2                     |
| Skupina Sjever              | Skupina Sjever | Skupina Sjever            |
| --------------------------- | -------------- | ------------------------- |
| Uspinjača Zagreb            | 30:3           | Jarki                     |
| Oktogon Jameks 90 Zagreb    | 3:0 bb         | Vorki Bjelovar            |
| Petrinjčica Grom (Petrinja) | 20:2           | Šilo Osijek               |
| Promet Orkan Zagreb         | 3:2            | Drava Flamingo Osijek     |
| Glama Brijeg Agram Zagreb   | 10:5           | Jastreb Jastrebarsko      |
| Sokoli Samobor              | 10:1           | NG Unitas Nova Gradiška   |
| Modea Desetka Garešnica     | 8:4            | Novi Marof                |
| Virovitica                  | 8:8 (6:7 pen)  | Grebengrad Mađarevo       |
|                             |                |                           |
| Skupina Jug                 |                |                           |
| Montovjerna Dubrovnik       | 7:2            | Croatia (Blizna - Trogir) |
| Kaltenberg Split            | 2:9            | Bosmattom Split           |
| Sport Line Split            | 3:1            | Barutana Šibenik          |
| Frendy Dubrovnik            | 8:2            | Primošten                 |
| Croatia Perković            | 3:3 (2:3 pen)  | Jadroplov Split           |

### Osmina završnice
| klub1                       | rez            | klub2                     |
| Skupina Sjever              | Skupina Sjever | Skupina Sjever            |
| --------------------------- | -------------- | ------------------------- |
| Uspinjača Zagreb            | 8:1            | Grebengrad Mađarevo       |
| Promet Orkan Zagreb         | 7:8            | Glama Brijeg Agram Zagreb |
| Oktogon Jameks 90 Zagreb    | 4:1            | Modea Desetka Garešnica   |
| Petrinjčica Grom (Petrinja) | 4:3            | Sokoli Samobor            |
|                             |                |                           |
| Skupina Jug                 |                |                           |
| Split 1700                  | 7:3            | Jadroplov Split           |
| Foto Ante Stojan Split      | 15:4           | Frendy Dubrovnik          |
| Square Dubrovnik            | 5:4            | Sport Line Split          |
| Montovjerna Dubrovnik       | 7:5            | Bosmattom Split           |

### Četvrtzavršnica
| klub1                       | rez                | klub2                    |
| --------------------------- | ------------------ | ------------------------ |
| Glama Brijeg Agram Zagreb   | 5:2, 2:3           | Oktogon Jameks 90 Zagreb |
| Petrinjčica Grom (Petrinja) | 10:5, 9:2          | Foto Ante Stojan Split   |
| Square Dubrovnik            | 5:4, 4:5 (2:4 pen) | Split 1700               |
| Montovjerna Dubrovnik       | 5:9, 0:3           | Uspinjača Zagreb         |

### Poluzavršnica
| klub1                       | rez      | klub2            |
| --------------------------- | -------- | ---------------- |
| Glama Brijeg Agram Zagreb   | 7:3, 0:6 | Split 1700       |
| Petrinjčica Grom (Petrinja) | 4:6, 4:4 | Uspinjača Zagreb |

### Završnica
| klub1      | rez      | klub2            |
| ---------- | -------- | ---------------- |
| Split 1700 | 7:5, 3:8 | Uspinjača Zagreb |

## Poveznice
- 1. HMNL 1996./97.
- 2. HMNL 1996./97.